# Acanthize troglodyte
Espèce
Statut de conservation UICN

 LC  : Préoccupation mineure
L'Acanthize troglodyte (Acanthiza apicalis) est une espèce de passereaux endémique d'Australie.

## Sous espèces
D'après Alan P. Peterson, il existe quatre sous-espèces :
- Acanthiza apicalis apicalis ;
- Acanthiza apicalis whitlocki ;
- Acanthiza apicalis albiventris ;
- Acanthiza apicalis cinerascens.